# Christoph Steinert
Christoph Steinert (Berlim, 18 de janeiro de 1990) é um jogador de handebol alemão.

## Carreira
Steinert começou a jogar handebol no SV Lokomotive Rangsdorf aos 13 anos, depois de jogar futebol em Berlim. Quatro anos depois mudou-se para a equipa juvenil A do SC Magdeburg, onde se estreou na Bundesliga em 2008. Em 2010, ele se juntou ao rebaixado GWD Minden da Bundesliga e comemorou a promoção lá dois anos depois como campeão da 2ª Bundesliga. Depois que Steinert foi rebaixado com o Minden após a temporada 2014/15, ele se mudou para o SC DHfK Leipzig. Seu contrato em Minden durava até 2016, mas era válido apenas para a Bundesliga. Ingressou no HC Erlangen na temporada 2017/18. No verão de 2019 retornou ao SC Magdeburg. No verão de 2021 ele voltou para o HC Erlangen.
Nos Jogos Olímpicos de Verão de 2024, em Paris, conquistou a medalha de prata no torneio masculino do handebol, após confronto na final contra a equipe dinamarquesa.